# Llista de monuments del districte d'Alès
Llista de monuments del districte d'Alès (Gard) registrats com a monuments històrics, bé catalogats d'interès nacional (classé) o bé inventariats d'interès regional (inscrit).
| Monument                                           | Prot. | Època                  | Localització                            | Coordenades                                          | Codi?      | Imatge |
| -------------------------------------------------- | ----- | ---------------------- | --------------------------------------- | ---------------------------------------------------- | ---------- | --- |
| Ruïnes del castell                                 | Inv.  | Edat mitjana           | Alègre                                  | 44° 11′ 44″ N, 4° 16′ 01″ E / 44.19562°N,4.266901°E  | PA30000002 | Ruïnes del castell · Vegeu més fotos d'aquest monument · Carregueu una nova foto d'aquest monument                                 |
| Antic col·legi dit Casernes Thoiras                | Inv.  | Segle XVIII            | Alès rue Pasteur                        | 44° 07′ 30″ N, 4° 04′ 42″ E / 44.125066°N,4.078309°E | PA00132610 | Antic col·legi dit Casernes Thoiras · Carregueu una nova foto d'aquest monument                                                    |
| Antic palau episcopal                              | Cat.  | Segle XVIII            | Alès                                    | 44° 07′ 24″ N, 4° 04′ 37″ E / 44.123421°N,4.07707°E  | PA00102952 | Antic palau episcopal · Carregueu una nova foto d'aquest monument                                                                  |
| Oppidum                                            | Cat.  | Antiguitat; Alt Imperi | Alès l'Ermitage                         | 44° 07′ 30″ N, 4° 03′ 49″ E / 44.125°N,4.0635°E      | PA00102951 | Carregueu una nova foto d'aquest monument                                                                                          |
| Ajuntament                                         | Inv.  | Segle XVIII            | Alès                                    | 44° 07′ 30″ N, 4° 04′ 38″ E / 44.124991°N,4.077302°E | PA00102950 | Ajuntament · Vegeu més fotos d'aquest monument · Carregueu una nova foto d'aquest monument                                         |
| Antiga ciutadella                                  | Inv.  | Segle XVII             | Alès                                    | 44° 07′ 33″ N, 4° 04′ 30″ E / 44.125787°N,4.074919°E | PA00102949 | Antiga ciutadella · Vegeu més fotos d'aquest monument · Carregueu una nova foto d'aquest monument                                  |
| Antiga catedral Saint-Jean                         | Cat.  | Segles XII-XVIII       | Alès                                    | 44° 07′ 25″ N, 4° 04′ 36″ E / 44.123611°N,4.076667°E | PA00102948 | Antiga catedral Saint-Jean · Vegeu més fotos d'aquest monument · Carregueu una nova foto d'aquest monument                         |
| Torre de l'Horloge, resta de les antigues muralles | Inv.  | Segles XIV-XVIII       | Andusa                                  | 44° 03′ 15″ N, 3° 59′ 14″ E / 44.054107°N,3.987184°E | PA00102955 | Torre de l'Horloge, resta de les antigues muralles · Vegeu més fotos d'aquest monument · Carregueu una nova foto d'aquest monument |
| Gran Temple                                        | Cat.  | Segle xix              | Andusa                                  | 44° 03′ 13″ N, 3° 59′ 12″ E / 44.053533°N,3.986785°E | PA00102954 | Gran Temple · Vegeu més fotos d'aquest monument · Carregueu una nova foto d'aquest monument                                        |
| Font coberta                                       | Cat.  | Segle XVII             | Andusa                                  | 44° 03′ 17″ N, 3° 59′ 08″ E / 44.05462°N,3.985639°E  | PA00102953 | Font coberta · Vegeu més fotos d'aquest monument · Carregueu una nova foto d'aquest monument                                       |
| Església                                           | Inv.  | Segles XIII-XIV        | Aujac                                   | 44° 20′ 53″ N, 4° 00′ 51″ E / 44.348081°N,4.014151°E | PA00102964 | Església · Vegeu més fotos d'aquest monument · Carregueu una nova foto d'aquest monument                                           |
| Restes del castell del Chaylard                    | Inv.  | Segles XII-XIV         | Aujac                                   | 44° 20′ 49″ N, 4° 01′ 38″ E / 44.347045°N,4.027251°E | PA00102963 | Restes del castell del Chaylard · Vegeu més fotos d'aquest monument · Carregueu una nova foto d'aquest monument                    |
| Castell                                            | Inv.  | Segle XVII             | Barjac                                  | 44° 18′ 29″ N, 4° 20′ 46″ E / 44.307935°N,4.346153°E | PA00125481 | Castell · Vegeu més fotos d'aquest monument · Carregueu una nova foto d'aquest monument                                            |
| Grup de tres dòlmens                               | Cat.  | Neolític               | Barjac les Bois                         | 44° 19′ 02″ N, 4° 22′ 48″ E / 44.317095°N,4.379969°E | PA00102973 | Grup de tres dòlmens · Vegeu més fotos d'aquest monument · Carregueu una nova foto d'aquest monument                               |
| Priorat Notre-Dame du Colombier de Gaujac          | Inv.  | Segles XII-XVIII       | Boisset e Gaujac Gaujac                 | 44° 02′ 34″ N, 4° 00′ 53″ E / 44.0428°N,4.0147°E     | PA30000013 | Carregueu una nova foto d'aquest monument                                                                                          |
| Oppidum protohistòric del Grand Ranc               | Inv.  | Protohistoire          | Bocoiran e Nosièira                     | 43° 59′ 37″ N, 4° 10′ 24″ E / 43.9936°N,4.1733°E     | PA00103332 | Carregueu una nova foto d'aquest monument                                                                                          |
| Antiga estació de Ners                             | Inv.  | Segle xix              | Bocoiran e Nosièira                     | 44° 00′ 58″ N, 4° 09′ 29″ E / 44.016105°N,4.158115°E | PA00103026 | Antiga estació de Ners · Vegeu més fotos d'aquest monument · Carregueu una nova foto d'aquest monument                             |
| Església de Blannaves                              | Inv.  | Segle XII              | Branós e las Talhadas                   | 44° 14′ 12″ N, 3° 58′ 19″ E / 44.2368°N,3.972°E      | PA00103027 | Església de Blannaves · Vegeu més fotos d'aquest monument · Carregueu una nova foto d'aquest monument                              |
| Recinte urbà                                       | Inv.  | Segle XII              | Brinhon                                 | 43° 59′ 23″ N, 4° 12′ 52″ E / 43.9897°N,4.2144°E     | PA30000070 | Recinte urbà · Carregueu una nova foto d'aquest monument                                                                           |
| Castell de Cardet                                  | Inv.  | Segle XVIII            | Cardet                                  | 44° 01′ 35″ N, 4° 04′ 43″ E / 44.0263°N,4.0786°E     | PA00125483 | Carregueu una nova foto d'aquest monument                                                                                          |
| Mil·liari amb el nom d'August                      | Cat.  |                        | Cavairac place du Château               | 43° 49′ 33″ N, 4° 15′ 39″ E / 43.8258°N,4.2608°E     | PA00103038 | Mil·liari amb el nom d'August · Vegeu més fotos d'aquest monument · Carregueu una nova foto d'aquest monument                      |
| Església                                           | Inv.  | Segle XVII             | Cavairac                                | 43° 49′ 33″ N, 4° 15′ 42″ E / 43.8259°N,4.2618°E     | PA00103040 | Església · Vegeu més fotos d'aquest monument · Carregueu una nova foto d'aquest monument                                           |
| Castell                                            | Inv.  | Segle XVII             | Cavairac                                | 43° 49′ 34″ N, 4° 15′ 38″ E / 43.826051°N,4.260587°E | PA00103039 | Castell · Vegeu més fotos d'aquest monument · Carregueu una nova foto d'aquest monument                                            |
| Església parroquial                                | Inv.  | Segle XI               | Cendrats                                | 44° 09′ 19″ N, 4° 03′ 15″ E / 44.1553°N,4.0541°E     | PA00103042 | Carregueu una nova foto d'aquest monument                                                                                          |
| Viaducte                                           | Inv.  | Segle xix              | Chambonrigaud                           | 44° 18′ 19″ N, 3° 59′ 15″ E / 44.3052°N,3.9874°E     | PA00103043 | Viaducte · Vegeu més fotos d'aquest monument · Carregueu una nova foto d'aquest monument                                           |
| Església                                           | Inv.  | Segle XII              | Concolas                                | 44° 22′ 49″ N, 3° 56′ 19″ E / 44.3802°N,3.9386°E     | PA00103048 | Església · Vegeu més fotos d'aquest monument · Carregueu una nova foto d'aquest monument                                           |
| Església                                           | Inv.  | Segle XII              | Corri                                   | 44° 17′ 51″ N, 4° 09′ 27″ E / 44.2976°N,4.1576°E     | PA00103051 | Església · Vegeu més fotos d'aquest monument · Carregueu una nova foto d'aquest monument                                           |
| Església                                           | Inv.  | Segle XI               | Daumeçargues                            | 43° 58′ 38″ N, 4° 10′ 07″ E / 43.9773°N,4.1686°E     | PA00103053 | Església · Vegeu més fotos d'aquest monument · Carregueu una nova foto d'aquest monument                                           |
| Pou Ricard                                         | Inv.  | Segle XX               | La Grand Comba                          | 44° 13′ 14″ N, 4° 02′ 04″ E / 44.2206°N,4.0345°E     | PA30000072 | Pou Ricard · Vegeu més fotos d'aquest monument · Carregueu una nova foto d'aquest monument                                         |
| Domaine de la Bambouseraie de Prafrance            | Inv.  | Segles XIX-XX          | Generargues                             | 44° 04′ 13″ N, 3° 58′ 38″ E / 44.07032°N,3.977222°E  | PA30000074 | Domaine de la Bambouseraie de Prafrance · Vegeu més fotos d'aquest monument · Carregueu una nova foto d'aquest monument            |
| Torre del Rellotge i Castell de Lesan              | Inv.  | Segles XIII-XVIII      | Lesan                                   | 44° 00′ 47″ N, 4° 03′ 00″ E / 44.0131°N,4.0499°E     | PA30000020 | Torre del Rellotge i Castell de Lesan · Vegeu més fotos d'aquest monument · Carregueu una nova foto d'aquest monument              |
| Església de Malon                                  | Inv.  | Segle XII              | Malon e Elze                            | 44° 25′ 04″ N, 4° 01′ 25″ E / 44.4178°N,4.0235°E     | PA00103070 | Església de Malon · Vegeu més fotos d'aquest monument · Carregueu una nova foto d'aquest monument                                  |
| Església parroquial                                | Inv.  | Segle XII              | Mairanas                                | 44° 16′ 11″ N, 4° 09′ 55″ E / 44.2698°N,4.1653°E     | PA30000050 | Església parroquial · Vegeu més fotos d'aquest monument · Carregueu una nova foto d'aquest monument                                |
| Pont des Camisards                                 | Cat.  | Segles XVII-XVIII      | Mialet                                  | 44° 06′ 42″ N, 3° 56′ 19″ E / 44.1117°N,3.9387°E     | PA00103073 | Pont des Camisards · Vegeu més fotos d'aquest monument · Carregueu una nova foto d'aquest monument                                 |
| Castell de Montalet                                | Inv.  | Edat mitjana           | Molièras de Céser                       | 44° 15′ 57″ N, 4° 10′ 20″ E / 44.265912°N,4.172293°E | PA30000005 | Castell de Montalet · Vegeu més fotos d'aquest monument · Carregueu una nova foto d'aquest monument                                |
| Oppidum de Vié-Cioutat                             | Inv.  |                        | Montelhs i Monts Vieille Cité           | 44° 06′ 04″ N, 4° 10′ 40″ E / 44.1011°N,4.1777°E     | PA00103081 | Carregueu una nova foto d'aquest monument                                                                                          |
| Església, actualment temple protestant             | Inv.  |                        | Montelhs                                | 44° 05′ 21″ N, 4° 10′ 54″ E / 44.0891°N,4.1816°E     | PA00103080 | Carregueu una nova foto d'aquest monument                                                                                          |
| Castell de la Basse-Cour                           | Inv.  |                        | Montelhs                                | 44° 05′ 22″ N, 4° 10′ 49″ E / 44.0894°N,4.1804°E     | PA00103079 | Carregueu una nova foto d'aquest monument                                                                                          |
| Castell, església i presbiteri                     | Inv.  | Segles XV-XVII         | Navacèlas                               | 44° 09′ 46″ N, 4° 14′ 27″ E / 44.1627°N,4.2407°E     | PA00103090 | Carregueu una nova foto d'aquest monument                                                                                          |
| Església                                           | Inv.  | Segles XII-XV          | Pèiramala                               | 44° 18′ 10″ N, 4° 04′ 02″ E / 44.3027°N,4.0671°E     | PA00103156 | Església · Vegeu més fotos d'aquest monument · Carregueu una nova foto d'aquest monument                                           |
| Ruïnes del castell de Bresís                       | Inv.  | Edat mitjana           | Pontelhs e Bresís Bresís                | 44° 23′ 03″ N, 3° 58′ 57″ E / 44.3842°N,3.9826°E     | PA30000006 | Ruïnes del castell de Bresís · Carregueu una nova foto d'aquest monument                                                           |
| Castell, parts subsistents                         | Cat.  | Segles XIII-XV         | Pòrtas                                  | 44° 16′ 03″ N, 4° 01′ 33″ E / 44.2675°N,4.025833°E   | PA00103172 | Castell, parts subsistents · Vegeu més fotos d'aquest monument · Carregueu una nova foto d'aquest monument                         |
| Castell de Ribauta                                 | Inv.  | Segles XIII-XIV        | Ribauta e las Tavèrnas                  | 44° 02′ 15″ N, 4° 04′ 49″ E / 44.0374°N,4.0804°E     | PA00103179 | Carregueu una nova foto d'aquest monument                                                                                          |
| Antic hospital                                     | Inv.  | Segle XVIII            | Ribièiras                               | 44° 13′ 35″ N, 4° 16′ 36″ E / 44.226378°N,4.276717°E | PA30000076 | Carregueu una nova foto d'aquest monument                                                                                          |
| Castell de Theyrargues                             | Inv.  | Segle XIV              | Ribièiras                               | 44° 13′ 40″ N, 4° 16′ 52″ E / 44.22767°N,4.281083°E  | PA00103180 | Carregueu una nova foto d'aquest monument                                                                                          |
| Església                                           | Inv.  | Segles XII-XVII        | Rosson Rousson                          | 44° 11′ 51″ N, 4° 08′ 42″ E / 44.1974°N,4.1449°E     | PA00103189 | Església · Vegeu més fotos d'aquest monument · Carregueu una nova foto d'aquest monument                                           |
| Castell                                            | Inv.  | Segle XVII             | Rosson                                  | 44° 11′ 07″ N, 4° 08′ 12″ E / 44.1852°N,4.1366°E     | PA00103188 | Castell · Vegeu més fotos d'aquest monument · Carregueu una nova foto d'aquest monument                                            |
| Piràmide                                           | Inv.  | Segle XVIII            | Sent Cristòu d'Alèst                    | 44° 05′ 02″ N, 4° 04′ 37″ E / 44.084°N,4.0769°E      | PA00103201 | Piràmide · Carregueu una nova foto d'aquest monument                                                                               |
| Església                                           | Inv.  | Segles XII-XVIII       | Sent Alari de Bretmàs                   | 44° 04′ 50″ N, 4° 07′ 32″ E / 44.0805°N,4.1256°E     | PA00103217 | Església · Vegeu més fotos d'aquest monument · Carregueu una nova foto d'aquest monument                                           |
| Castell                                            | Inv.  | Segles XV-XVIII        | Sent Ipolit de Caton                    | 44° 04′ 13″ N, 4° 12′ 12″ E / 44.0702°N,4.2032°E     | PA30000062 | Carregueu una nova foto d'aquest monument                                                                                          |
| Maison Rouge, antiga filadura                      | Inv.  |                        | Sant Joan del Gard 5 rue de l'Industrie | 44° 06′ 15″ N, 3° 53′ 09″ E / 44.1041°N,3.8859°E     | PA30000047 | Maison Rouge, antiga filadura · Vegeu més fotos d'aquest monument · Carregueu una nova foto d'aquest monument                      |
| Pont sobre el Gardon                               | Inv.  | Segles XVI-XVIII       | Sant Joan del Gard                      | 44° 06′ 17″ N, 3° 52′ 50″ E / 44.1046°N,3.8806°E     | PA00103220 | Pont sobre el Gardon · Vegeu més fotos d'aquest monument · Carregueu una nova foto d'aquest monument                               |
| Antiga església                                    | Inv.  | Segles XII-XIII        | Sant Joan del Gard                      | 44° 06′ 16″ N, 3° 53′ 06″ E / 44.104561°N,3.884908°E | PA00103219 | Antiga església · Vegeu més fotos d'aquest monument · Carregueu una nova foto d'aquest monument                                    |
| Antiga església de La Tour                         | Inv.  | Segle XII              | Las Salas de Gardon la Tour             | 44° 10′ 13″ N, 4° 02′ 56″ E / 44.1702°N,4.049°E      | PA00103234 | Carregueu una nova foto d'aquest monument                                                                                          |
| Castell de La Tour                                 | Inv.  | Segle XIII             | Las Salas de Gardon                     | 44° 10′ 11″ N, 4° 03′ 00″ E / 44.1697°N,4.0501°E     | PA00103233 | Carregueu una nova foto d'aquest monument                                                                                          |
| Església                                           | Cat.  |                        | Tornac                                  | 44° 01′ 17″ N, 3° 59′ 29″ E / 44.021396°N,3.991328°E | PA00103245 | Església · Vegeu més fotos d'aquest monument · Carregueu una nova foto d'aquest monument                                           |
| Ruïnes del castell                                 | Inv.  | Segles XI-XII          | Tornac                                  | 44° 02′ 10″ N, 3° 59′ 52″ E / 44.036°N,3.9979°E      | PA00103244 | Ruïnes del castell · Vegeu més fotos d'aquest monument · Carregueu una nova foto d'aquest monument                                 |
| Maison Foucart                                     | Inv.  | Segle XVI              | Vesenòbre le Village                    | 44° 03′ 09″ N, 4° 08′ 34″ E / 44.0526°N,4.1427°E     | PA00103298 | Maison Foucart · Vegeu més fotos d'aquest monument · Carregueu una nova foto d'aquest monument                                     |
| Antiga porta fortificada                           | Inv.  | Segles XIII-XVII       | Vesenòbre le Village                    | 44° 03′ 09″ N, 4° 08′ 17″ E / 44.052571°N,4.138018°E | PA00103297 | Antiga porta fortificada · Vegeu més fotos d'aquest monument · Carregueu una nova foto d'aquest monument                           |
| Castell de Calvières                               | Inv.  | Segle XVIII            | Vesenòbre                               | 44° 03′ 09″ N, 4° 08′ 38″ E / 44.0524°N,4.1438°E     | PA00103296 | Carregueu una nova foto d'aquest monument                                                                                          |